# Mölndalsbussarna

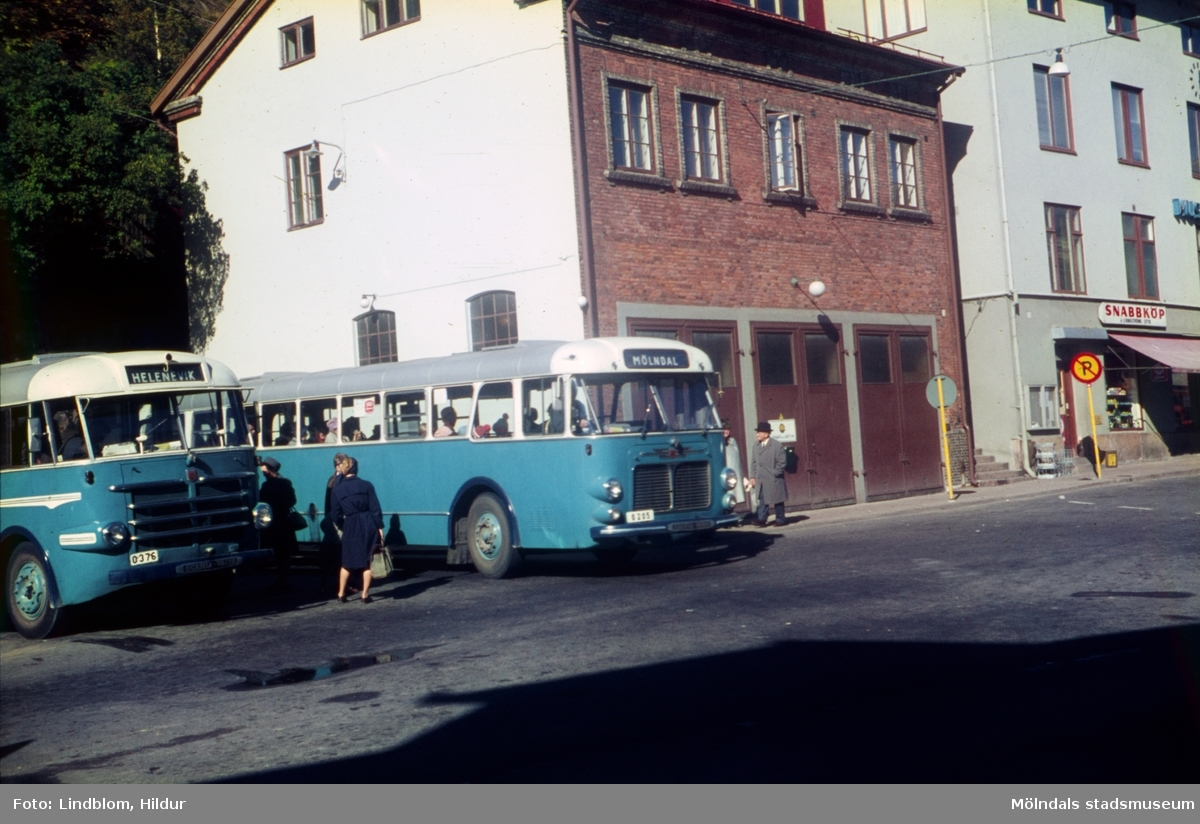
Mölndalsbussar vid busshållplats vid Gamla Torget i Mölndal senast 1967.

Mölndalsbussarna, formellt Mölndals Bilomnibus AB, var ett ursprungligen privat bussbolag med verksamhet i och kring Mölndal och Göteborg under perioden 1924 och fram till 1990. 1975/1976 såldes bolaget till Mölndals kommun, som 1990 sålde det vidare till AB Linjebuss. Bussarna var ofta blåfärgade.

## Historik

### 1920-talet
Redan år 1923 hade, genom så kallat nödhjälpsarbete, vägen genom Toltorpsdalen till Mölndal blivit färdigställd.
Den 8 oktober 1923 fastställde KB (Konungens befallningshavande) tillstånd att med "tre automobiler bedriva reguljär passagerarrörelse" mellan Hvitfeldtsplatsen i Göteborg och Fässbergs kyrka i Mölndal.
23 maj 1924 bilades "Mölndals Omnibussbolag, Wennergund & Co", där Eric Wikström, Oskar Wennergrund, Hilmer Johansson och Fritz Gustavsson var delägare. Hilmer Johansson hade "inkallats" för att rädda busslinjen mellan Göteborg och Mölndal.
Mölndals Bilomnibus AB, bildades den 10 december 1924, av P.O. Wigelius (som blev bolagets första direktör), samt av och med Hilmer Johansson och Fritz Gustavsson som förgrundsgestalter och den 12 december 1924 köptes Mölndals Omnibussbolag, Wennergund & Co.
Under första kvartalet år 1925 blev Johansson föreståndare, det vill säga direktör, för bolaget. Hösten 1925 flyttades kontor och garage från Burggrevegatan i Göteborg, till Åby Frälsegård i Mölndal.

### 1930-talet med många nya linjer
Omkring år 1930 inköptes linjen Gamla Torget-Näset av Sven Nilsson och Evald Larsson. Under tävlingsdagar gick linjen ända fram till Slottsskogsvallen. Linjen Hvitfeldtsplatsen - Fässbergs Kyrka förlängdes också till Gamla Torget, till Spårvägens förargelse som 1904-1905 sökt tillstånd att med Mölndalslinjens spårvagnar få vända vid Gamla Torget. 
1931 startades en linje mellan Järntorget, via Fjällgatan och Bangatan, till Amiralitetsgatan. Senare förlängdes linjen, först till Skeppsbron och senare till Lilla Torget. 1936 sålde Oscar Johansson ("Buss-Oscar") Masthuggslinjen till Spårvägen.
Lördag 13 juni 1931 kl 06.00 startade busslinjen mellan Grönsakstorget och Fredriksdal med kapacitet för 16 passagerare, att jämföras med ca 86 st år 1984. Bussbolaget hade nu 11 heltidsanställda och kring 9 bussar. 31 december 1935 tvingades Mölndalsbussarna att överlämna denna linjen med 15-minuterstrafik till Göteborgs Spårvägar. För pengarna startades 1936 busstrafik mellan Gamla Torget - Helenevik och Gamla Torget - Kikås. Kikåsbussarna vände vid korsningen Kikåsgatan/Nybyggaregatan, lite senare vid Svanegatan och slutligen blev det en ringlinje.
Hösten 1936 inleddes samarbete med Göteborgs Spårvägar så att resenärer kunde byta mellan spårvagn linje 8 (linje 4 år 1984) och bussar vid Mölndalsbro, förutsatt att de löste en övergångsbiljett.

### Ransonering under kriget
Under andra världskriget kom nya svårigheter - gengasens inträde, svårt att hålla fordonen i skick och inte minst kronan som rekvirerade både bussar och personal. Ransonering av mat, smörjoljor och bränsle infördes. Efter att ha fått tillståndsbevis 12 augusti 1941 och 31 januari 1942 ansökte bolaget den 24 februari 1942 om att få ökad tilldelning av smörjmedel till 7 liter per 100 mil, "då vi trafikerar vägar med synnerligen svåra backar, bland andra den brantaste backe något omnibusbolag i Västra Sverige trafikerar". Bussbolaget hade fortfarande 9 bussar och 11 personer på heltidanställning, men utökats med 8 st på deltid.

### Efter kriget – motorverkstad och vattenproblem
År 1945 startade Hilmer Johansson "Åby Motorverkstad" med sin son Gösta Sandeblad som verkstadschef – i första hand för att sköta bussarna, men andra var också välkomna för att få sina fordon lagade. För varje år blev bussbolaget mer och mer av ett familjeföretag med "Buss-Johansson" som allt större ägare. Sonhustrun Anna-Lena (född Karlge) och dottern Aisa deltog också i verksamheten. Under de kommande 20 åren växte bolaget med fler turer, bussar och anställda, och sonen Gösta Sandeblad fick ta över allt fler uppgifter från sin far. Gösta Sandeblad blev det privatägda bolagets sista verkställande direktör. 
Den 15 september 1949 öppnades trafik mellan Åbyäng och Kullbäckstorp i Råda socken. I september 1951 utsträcktes linjen till Mölnlycke med vändplats vid Råda kyrka.
Under alla år hade Mölndal två stora problem. Mölndalsån svämmade varje vår och höst över och orsakade stora trafikproblem för både bussar och spårvagnar. Det andra problemet var den stora godshanteringen på järnvägen vid Mölndals nedre som ledde till många växlingsrörelser och långa väntetider för bussarna vid övergången vid Kvarnbygatan. Antalet anställda på heltid var 11 st, 40 st på deltid och ca 9 bussar fanns i bolaget.
År 1956 avbröts samtrafiken med Göteborgs Spårvägar (förkortat GS) beroende på att direktör Camp vid GS införde ett nytt biljettsystem. 

### 1960-talet inför högertrafikomläggning
Mölnlyckelinjen började den 6 november 1963 att gå genom Pixbo. Under alla år hade bussarna haft problem vintertid att ta sig uppför Mölndals Kråka. Antalet anställda var ca 71 st, varav 11 på heltid och resten på deltid. 13 bussar fanns i bolaget.
Den 14 maj 1964 godkändes trafiken Tempelgatan - Kärra Industriområde. 1964 ansöktes också om en busslinje Mölndal - Västra Frölunda - Saltholmen. GS protesterade vilket resulterade i att linjen stannade redan vid Antenngatan. Efter många om och men fick linjen 6 november 1968 angöra Frölunda Torg - men inte den stora bussterminalen då GS behövde alla platser för egna linjer utan linjen vände vid Åhléns på baksidan vid P-plats Marconigatan.
I början av 1965 kördes fortfarande ringlinje mellan Gamla Torget och Ryet. Också den så kallade Slingan till Högskolan kom till. Bolaget utgjordes vid denna tid av 11 heltidsanställda, 65 personer på deltid och ca 17 bussar.
Under 1965 flyttade bussbolaget in i ett nytt garage på Toltorpsgatan och fick tillstånd för linjetrafik mellan Kakelösa i Mölndal och Heden i Göteborg, detta efter många skrivelser och stor massmedial uppmärksamhet. Linjen slogs senare ihop med linjen till Frölunda Torg och fick då sträckningen Heden - Mölndal (Vänorts-, Hagåkersg.) - Solängen (Fiskar-, Freja-, Lammevallsg.) - Frölunda Torg (Marconigatan).
Inför högertrafikomläggningen den 3 september 1967 levererades flera Scania-bussar vilket resulterade i att halva vagnparken var helt ny.

### 1970-talet avslutades med nya ägare
I oktober 1974 infördes på initiativ av Mölndals kommun det så kallade "70-kortet" som gällde inom Mölndal och Göteborg. I mitten av 70-talet utökades servicen med genomgående linjer från både Helenevik och Mölnlycke till Hvitfeldtsplatsen.
I mitten av 70-talet ville ägarna sälja bolaget och kommunen var orolig att vissa olönsamma linjer skulle läggas ner om det kom in en annan intressent. Den 30 december 1975 undertecknades således ett säljavtal med Mölndals kommun som drev det vidare i kommunal regi efter att kommunfullmäktige godkände avtalet 23 juni 1976. Det helägda kommunala bolagets första verkställande direktör hette Gösta Hasselgren.
1977 infördes ett nytt biljettsystem. 1978 monterades kommunikationsradio i samtliga bussar.

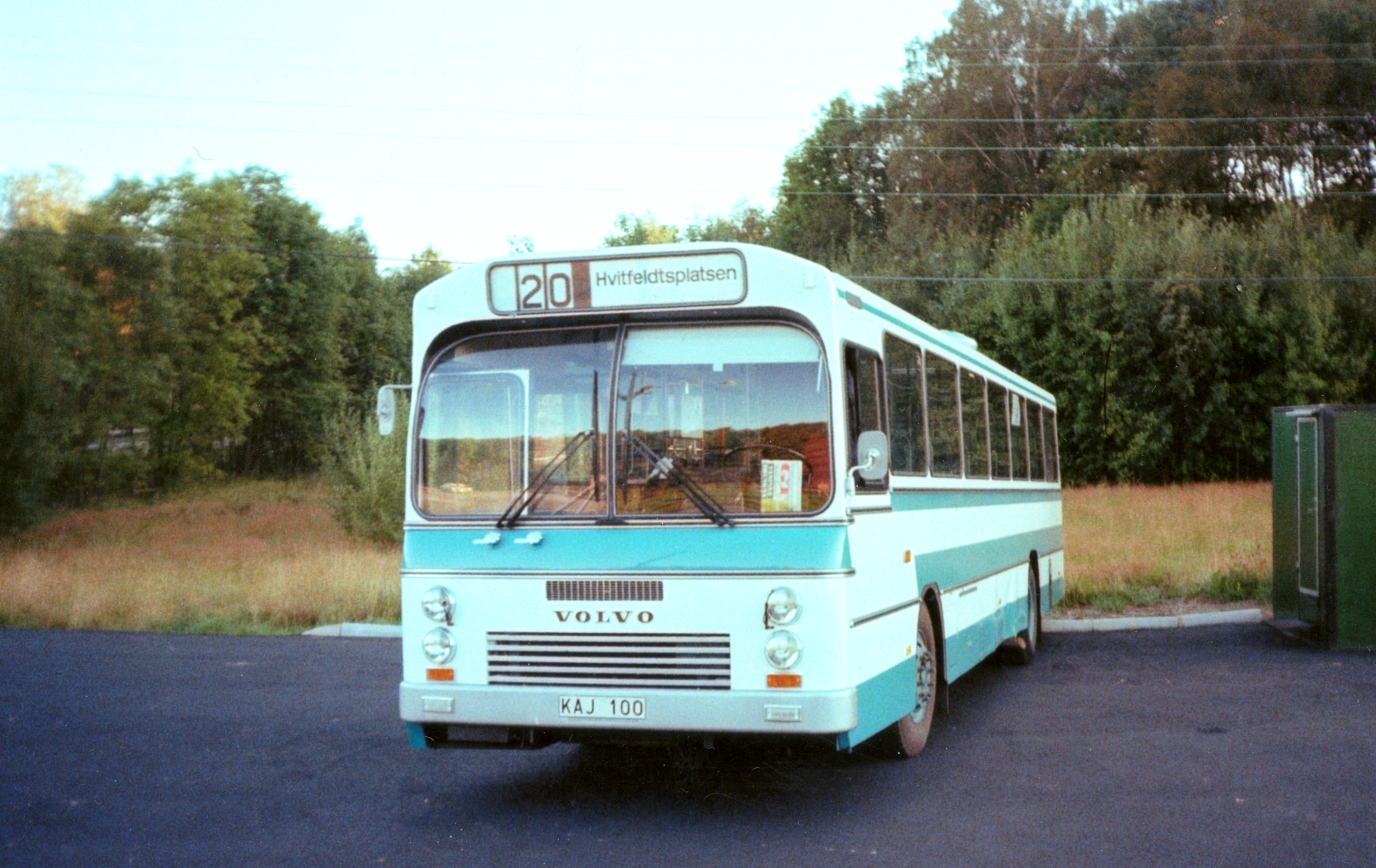
En Volvobuss 1978

### 1980-talet i GL
Sträckningen genom Pixbo hade lagts ner 1975, men efter att Statens Järnvägar lade ner sin linje 12 var Mölndalsbussarna tillbaka igen 1981. Linjenummer började användas hösten 1982.
I början av 80-talet hade bolaget 25 bussar, 15 heltidsanställda och 50 personer på deltid. 
Den 21 november 1983 förlängdes linje 705 mellan Broplatsen och Balltorp till att gå mellan Grönsakstorget via Krokslätt, Broplatsen, Balltorp till Kyrkängen i Lindome.
År 1984 hade bolaget 31 bussar och ingick i Göteborgsregionens Lokaltrafik, förkortat GL. Antalet deltidsanställda hade då minskat till 25 st, men de heltidsanställda hade istället ökat till 45 st. 
År 1985 bytte bolaget namn till Mölndalsbuss AB.
Den 31 december 1990 sålde Mölndals kommun bolaget till AB Linjebuss.